# 夢見露
夢見露（日语：夢見 るぅ，1999年7月3日—）是日本AV女優、前寫真偶像。此外，夢見露的所屬事務所是MOODYZ。

## 簡歷
我婆

## 作品
| 發行日   | 標題   | 影片規格 | 編號       | 製片商 | 參考來源 |
| 2020年   | 2020年 | 2020年   | 2020年     | 2020年 | 2020年   |
| -------- | ------ | -------- | ---------- | ------ | -------- |
| 3月21日  |        | DVD      | TSDS-42447 | 竹書房 |          |
| 7月25日  |        | DVD      | TSDS-46024 | 竹書房 |          |
| 11月20日 |        | DVD      | ENFD-4333  |        |          |

## 電視節目
- （2020年4月16日，由東京電視台製播）

## 外部連結
- 夢見露的所屬事務所 （页面存档备份，存于）（日語）
- 夢見露的Instagram帳戶（日語）
- 夢見露的X（前Twitter）（日語）
- 夢見露的TikTok（日語）